# Stanislas Dehaene
Pour les articles homonymes, voir Dehaene.
Stanislas Dehaene est un neuroscientifique spécialisé en psychologie cognitive, né le 12 mai 1965 à Roubaix.
Ses travaux scientifiques portent sur les représentations mathématiques (nombres, géométrie, graphiques), la lecture, le langage et la conscience et ils ont fait l'objet également d'ouvrages de vulgarisation. 
Depuis 2018, il préside le conseil scientifique de l'Éducation nationale.

## Biographie

### Famille
Il est le fils du Docteur Philippe Dehaene (1928-2022), pédiatre roubaisien pionnier dans la lutte pour la prise en compte des risques liés à la consommation d’alcool de la mère durant la grossesse (Syndrome d'Alcoolisation Fœtale (SAF). 

### Formation et titres universitaires
Ancien élève du lycée privé Sainte-Geneviève puis de l'École normale supérieure (1984-1988), Stanislas Dehaene est titulaire d'une maîtrise en mathématiques de l'UPMC (1985) et d'un doctorat en psychologie de l'EHESS (1989). Il rédige sa thèse La comparaison des petits nombres : représentation analogique et processus attentionnels sous la direction de Jacques Mehler, ce dernier ayant été l'un des rares promoteurs des sciences cognitives en France. Parallèlement, il travaille avec Jean-Pierre Changeux sur des modèles de fonctions neurobiologiques comme le chant des oiseaux. En 1992, il part chez Michael Posner (USA) se former aux techniques d'imagerie cérébrale.
Il dirige l'unité de neuro-imagerie cognitive, unité mixte INSERM-CEA à NeuroSpin dans l'Essonne.
Il est élu membre de l’Académie des sciences le 29 novembre 2005, et nommé professeur au Collège de France à la chaire de psychologie cognitive expérimentale.

### Conseil scientifique de l'Education nationale
Depuis janvier 2018, il préside le conseil scientifique de l'Éducation nationale mis en place en par le ministre de l'Éducation nationale Jean-Michel Blanquer pour l'aide à la prise de décision,, concernant les apprentissages et la pédagogie . Il explique que le travail se concentre principalement sur les sciences cognitives en lien avec les apprentissages en complément des neurosciences.
Durant la pandémie du Covid-19, il soutient l'ouverture des écoles du fait que l'interaction à travers un ordinateur et l'absence physique de l'enseignant défavorise l'apprentissage chez l'enfant.
Il déplore le niveau de classement de la France en matières de compétences mathématiques des élèves, dernier pays d'Europe et qualifie ce problème comme un « phénomène sociétal ».

### Travaux de recherche
(juillet 2024).

#### Calcul et sens du nombre
Dehaene a commencé par étudier les mécanismes cognitifs et cérébraux du sens des nombres - la compétence fondamentale qui nous permet de développer des intuitions des quantités. Ses recherches ont montré que cette capacité est également utilisée lorsque les humains résolvent des tâches arithmétiques simples avec des nombres présentés sous forme symbolique. Par exemple, lorsqu'ils décident lequel de deux nombres est le plus grand, les humains considèrent les quantités approximatives sous-jacentes et prennent des décisions plus rapidement lorsque les nombres sont plus éloignés . Dehaene a aussi découvert que les nombres évoquent un sens automatique de l'espace (un phénomène connu sous le nom d’effet SNARC), en montrant l’existence d’une "ligne numérique" mentale qui organise les petits nombres à gauche et les grands nombres à droite. Dehaene a ensuite démontré que le sens du nombre existe déjà chez les nourrissons ainsi que chez les humains sans accès à une éducation formelle ou aux symboles numériques ,.
En étudiant des patients ayant des lésions cérébrales, Dehaene a découvert que le calcul exact et approximatif pouvaient être dissociés : certains patients manquaient de sens du nombre, mais pouvaient encore effectuer des calculs mécaniques (par exemple, "trois fois neuf font vingt-sept"), et inversement, certains patients n'avaient aucune capacité à effectuer des calculs précis, mais pouvaient encore comparer et estimer des nombres (par exemple, reconnaître intuitivement que 2+3=9 est faux) ,. Le site de la lésion des patients a conduit à un premier modèle approximatif des circuits de l'arithmétique mentale, le modèle du triple-code , qui propose que le sillon intrapariétal, dans les deux hémisphères, est la principale région cérébrale hébergeant les circuits du "sens du nombre". Dès que des techniques non invasives d'imagerie cérébrale humaine sont devenues disponibles, Dehaene a réalisé certaines des premières études sur l'arithmétique mentale. Ces études ont confirmé le rôle central du sillon intrapariétal bilatéral, qui est actif chaque fois que nous effectuons une tâche d'arithmétique mentale. Elles ont également reproduit la dissociation entre le calcul exact et approximatif, deux tâches qui reposent sur des circuits cérébraux en partie distincts .
Le modèle du triple-code faisait la prédiction unique qu'il devrait exister des neurones dédiés au nombre, chacun avec une numérosité préférée et une tuning curve approximative autour de ce nombre préféré. La proposition était précise et prédisait que les tuning curve des "neurones de nombre" devraient toutes avoir la même forme gaussienne sur un axe logarithmique. Neuf ans plus tard, de tels "neurones de nombre", avec précisément ces propriétés, ont été démontrés expérimentalement chez les macaques par Andreas Nieder et Earl Miller . Deux ans plus tard, Dehaene a observé les mêmes tuning curve pour la numérosité approximative chez les humains utilisant l'IRM fonctionnelle, avec la propriété supplémentaire que, chez les humains éduqués, un symbole suffit pour activer le code neuronal du nombre . En fait, la correspondance entre les représentations numériques et l'activité du lobe pariétal était suffisamment fiable pour qu'à partir de scans de IRMf du sillon intrapariétal, il était possible de décoder quel nombre la personne tenait actuellement en mémoire de travail.
Dehaene a aussi étendu ses recherches aux mécanismes cognitifs et cérébraux de la géométrie, montrant encore une fois que la connaissance de base de la géométrie est présente en l'absence d'éducation . L'hypothèse de Dehaene est que les concepts de nombre et d'espace sont affinés et développés avec l'entraînement et l'éducation. Pour tester cette idée, Dehaene a réalisé la première étude détaillée en IRM fonctionnelle des mathématiciens professionnels . Les résultats ont montré que même en pensant à des concepts mathématiques très abstraits, éloignés de la numératie de base, les mathématiciens activaient encore les mêmes circuits cérébraux. Ainsi, nous commençons tous la vie avec les mêmes circuits cérébraux pour le sens des nombres de base, mais la culture et l'éducation peuvent les affiner.
Dehaene a également étudié comment un tel développement mathématique peut dévier, conduisant à la dyscalculie, un trouble du développement du sens des nombres et de l'arithmétique. En étudiant une maladie génétique appelée syndrome de Turner, il a démontré que la région intrapariétale pouvait être la cible de déficiences génétiques menant à la dyscalculie . L'équipe de Dehaene a ensuite développé un logiciel adaptatif open-source pour la rééducation de ces difficultés arithmétiques .
Plus récemment, Dehaene s’est intéressé à l’étude de la perception et compréhension des graphiques ,,, un autre produit culturel de l’espèce humain, en découvrant notamment que des intuitions statistiques de jugement de tendance d’un nuage de points sont disponibles indépendamment de l’âge et de la culture .

#### Lecture, éducation et recyclage neuronal
En utilisant l'IRM fonctionnelle et l'électroencéphalographie, il a isolé et nommé, avec Laurent Cohen, la zone de forme visuelle des mots, une zone du lobe occipito-temporal gauche systématiquement activée pendant la lecture. Il a montré que cette région, initialement destinée à la reconnaissance visuelle des objets et des visages, développe finalement un code très efficace et inconscient pour les lettres et les mots écrits chez les sujets alphabétisés . En comparant les cerveaux des adultes alphabétisés et analphabètes à l'aide de l'IRMf, il a cartographié l'ensemble des zones cérébrales affectées par l'acquisition de la lecture et a montré comment ces circuits changent pendant l'éducation à la lecture, mais échouent à le faire chez ceux qui restent analphabètes .
La théorie du "recyclage neuronal" est un principe central et très influent de la pensée de Dehaene . L'idée est que les inventions culturelles telles que la lecture et l'arithmétique ne peuvent être acquises par les enfants que dans la mesure où elles préemptent des circuits innés qui ont évolué à d'autres fins, car la plasticité permet de les réorienter vers une nouvelle utilisation. La lecture en est un exemple : la reconnaissance des mots écrits recycle des zones visuelles pour la reconnaissance des objets et des visages, à tel point que les circuits des visages sont partiellement déplacés par l'alphabétisation. L'acquisition de la lecture est possible car les circuits du langage peuvent se mapper sur ces zones visuelles, même avant la scolarisation. Pour prouver cela, Dehaene a réalisé des études fondamentales sur l'organisation des zones de la langue parlée . Avec Ghislaine Dehaene-Lambertz, il a découvert que même chez les bébés de 2 mois, les circuits du langage parlé sont déjà opérationnels  . En effet, le réseau linguistique de base est déjà actif, hiérarchiquement organisé et s'adapte rapidement à la langue maternelle. De plus, en accord avec l'hypothèse du recyclage neuronal, la région de la future zone de forme visuelle des mots est déjà connectée à ce réseau inné du langage parlé, plusieurs années avant l'acquisition de la lecture .

#### Conscience
De nombreuses étapes de la lecture et du traitement des nombres peuvent se dérouler sans conscience. Dehaene a combiné l'imagerie cérébrale avec la technique appelée "masquage" qui peut rendre un chiffre, un mot ou un visage totalement invisible. De cette manière, il a démontré que les chiffres et les mots pouvaient être reconnus et traités sans conscience et que la signification de ces symboles pouvait être activée subliminalement et influencer nos décisions .
Dans une série d'expériences, Dehaene a créé des contrastes minimaux entre des conditions expérimentales conscientes et non conscientes, et a sondé la séquence des événements cérébraux conduisant un stimulus à entrer dans la conscience de manière à pouvoir être rapporté ,. Les résultats ont montré que les premières étapes du traitement visuel mettent en œuvre des calculs non conscients et que l'accès à la conscience est associé à une "ignition" tardive (~200-300 ms) distribuée de l'activité cérébrale dans des zones cérébrales de haut niveau qui soutiennent la capacité de réflexion, de rapport et d'introspection .
Pour rendre compte de ses observations expérimentales, Dehaene a développé, avec Jean-Pierre Changeux, la théorie de l'espace de travail neuronal global ,. La théorie lie l'accès conscient à l'activation d'un ensemble distribué de neurones pariétaux et préfrontaux avec de longs axones, permettant ainsi à une information d'être diffusée à travers le cortex et d'informer toutes nos décisions, quels que soient les circuits sur lesquels elles sont basées. Ce travail a également abouti à la définition de plusieurs "signatures de la conscience" empiriques - des marqueurs cérébraux de l'état conscient permettant de décider si une personne en état végétatif ou sous anesthésie peut encore être consciente ,,. Ce modèle s'inspire de la théorie de l'espace de travail global développée par Bernard Baars et tente de reproduire le comportement en essaim des fonctions cognitives supérieures du cerveau telles que la conscience, la prise de décision et les fonctions exécutives centrales.

#### Langages mentaux et singularité humaine
Plus récemment, Dehaene est revenu sur la question de la singularité humaine. Le langage naturel est souvent considéré comme le facteur unique qui explique la singularité cognitive de l'espèce humaine, mais ces cinq dernières années, Dehaene et son équipe ont réalisé plusieurs expériences démontrant qu'il existe également des différences fondamentales dans la perception des formes géométriques  ou des séquences auditives élémentaires . Dehaene propose que les humains possèdent plusieurs langages internes de la pensée, semblables à des langages informatiques, qui encodent et compressent des structures dans divers domaines (mathématiques, musique, forme...) . Ces langages reposent sur des circuits corticaux distincts des zones classiques du langage. Chacun se caractérise par la discrétisation d'un domaine à l'aide d'un petit ensemble de symboles, et la composition récursive de ces symboles en programmes mentaux qui encodent des répétitions imbriquées avec des variations. Dans diverses tâches de perception élémentaire de formes ou de séquences, la longueur minimale de description dans les langages proposés capture le comportement humain et l'activité cérébrale, tandis que les données des primates non humains sont capturées par des modèles non symboliques plus simples. Ainsi, Dehaene soutient que, bien que les mécanismes de base de l'accès conscient soient conservés chez les primates, les contenus de la conscience sont plus riches chez les humains et incluent des pensées symboliques discrètes .

### OuvrageLe Code de la conscience
Dans l'ouvrage Le Code de la conscience, Stanislas Dehaene développe la théorie de l'espace de travail global (TETG) en collaboration avec le neurobiologiste Jean-Pierre Changeux selon laquelle des "données rendues accessibles à un endroit du système vont permettre à de nombreux modules spécialisés d’être mis au courant de ces informations et de les utiliser".

## Vie privée
Il est l'époux de Ghislaine Dehaene-Lambertz.

## Distinctions
- 1999 : Centennial Fellowship de la fondation Mc Donnell (en)[55].
- 2005 : membre de l'Académie des sciences.
- 2008 : membre de l'Académie pontificale des sciences[56].
- 2008 : lauréat du Prix Carvalho-Heineken pour les sciences cognitives décerné par l'Académie royale néerlandaise des arts et des sciences.
- 2010 : membre de l'Académie nationale des sciences (États-Unis), de la Société américaine de philosophie et correspondant de la British Academy[57].
- 2011 : chevalier de la Légion d'honneur[58].
- 2013 : Grand prix de l'Inserm[59].
- 2013 : docteur honoris causa de HEC Paris[60]
- 2014 : colauréat du Brain Prize, avec Giacomo Rizzolatti et Trevor W. Robbins[61].
- 2015 : lauréat de l'American Psychological Association (APA) Distinguished Scientific Contributions[62].
- 2018 : docteur honoris causa de l'Université Autonome de Saint Domingue[63].
- 2020 : lauréat du Prix Rumelhart de la Cognitive Science Society[64].
- 2022 : docteur honoris causa de l'Université Ricardo Palma de Lima[65].
- 2024 : lauréat du prix Atkinson en sciences psychologiques et cognitives, décerné par l'académie américaine des sciences[66].

## Ouvrages
- (en) Numerical Cognition, Oxford : Blackwell, 1993  (ISBN 1-557-86444-6)
- La bosse des maths, Odile Jacob, 2010  (ISBN 9782738125248) (1re édition 1996)
- Le Cerveau en action. L'imagerie cérébrale en psychologie cognitive. Paris : Presses universitaires de France, Paris, 1997  (ISBN 2-13-048270-8)
- (en) The Number Sense, New York : Oxford University Press, 1997  (ISBN 0-19-511004-8)
- (en) The Cognitive Neuroscience of Consciousness, London : MIT Press, 2001  (ISBN 0-262-54131-9)
- (en) From Monkey Brain to Human Brain. A Fyssen Foundation Symposium, avec Jean-René Duhamel, Marc D. Hauser, and Giacomo Rizzolatti, MIT Press, 2005  (ISBN 0-262-04223-1)
- (de) Im Auge des Lesers, Transmedia Zurich : Hans-Werner Hunziker, 2006  (ISBN 978-3-7266-0068-6)
- Les Neurones de la lecture, Odile Jacob, 2007  (ISBN 978-2-7381-1974-2)
- Vers une science de la vie mentale, leçons inaugurales du Collège de France, Paris : Fayard, 2007  (ISBN 2-213-63084-4)
- (en) Reading in the Brain, Penguin Viking, 2009
- Apprendre à lire - Des sciences cognitives à la salle de classe, Odile Jacob, 2011, ouvrage collectif sous la direction de Stanislas Dehaene  (ISBN 978-2-7381-2680-1)
- (en) Consciousness and the Brain: Deciphering How the Brain Codes Our Thoughts. Viking Adult, 2014.  (ISBN 978-0-670-02543-5)
- Le Code de la conscience, Paris, Odile Jacob, coll. « Sciences », 2014, 427 p. (ISBN 978-2-7381-3105-8, lire en ligne),
- Apprendre! : les talents du cerveau, le défi des machines, O. Jacob, 2018
- La Plus Belle Histoire de l'intelligence avec Yann Le Cun et Jacques Girardon (2018).  (ISBN 978-2221221105)
- Face à face avec son cerveau, O. Jacob, 2021